# Маульїн
Маульїн (ісп. Maullín) - селище в Чилі. Адміністративний центр однойменної комуни. Населення - 3993 особи (2002). Селище і комуна входить до складу провінції Ллянкіуе і регіону Лос-Лагос.
Територія комуни – 860,8 км². Чисельність населення – 14 567 мешканців (2007). Щільність населення - 16,92 чол./км².

## Розташування
Селище розташоване за 57 км на південний захід від адміністративного центру регіону міста Пуерто-Монт, в гирлі річки Маульїн.
Комуна межує:
- на півночі - з комуною Лос-Муермос
- на північному сході - з комуною Пуерто-Монт
- на сході - з комуною Кальбуко
- на півдні - з комуною Анкуд

На заході комуни розташований Тихий океан.

## Демографія
Згідно з даними, зібраними під час перепису Національним інститутом статистики, населення комуни становить 14 567 осіб, з яких 7610 чоловіків та 6957 жінок.
Населення комуни становить 1,83% від загальної чисельності населення регіону Лос-Лагос. 56,17% належить до сільського населення та 43,83% - міське населення.

### Найважливіші населені пункти комуни
- Маульїн (місто) - 3993 жителя
- Карельмапу (селище) — 2903 мешканців